# Macerio conguillio
Macerio conguillio là một loài nhện trong họ Miturgidae.
Loài này thuộc chi Macerio. Macerio conguillio được M. J. Ramírez miêu tả năm 1997.